# Piqueria pilosa
Piqueria pilosa là một loài thực vật có hoa trong họ Cúc. Loài này được Kunth miêu tả khoa học đầu tiên.